# Orthotrichum tenuicaule
Orthotrichum tenuicaule är en bladmossart som beskrevs av Jette Lewinsky 1994. Orthotrichum tenuicaule ingår i släktet hättemossor, och familjen Orthotrichaceae. Inga underarter finns listade i Catalogue of Life.